# زیردریایی کازابیانکا (اس۶۰۳)
زیردریایی کازابیانکا (اس۶۰۳) (به فرانسوی: Casabianca (S603)) یک زیردریایی بود که طول آن ۷۳٫۶ متر (۲۴۱ فوت) بود. این زیردریایی در سال ۱۹۸۴ ساخته شد.